# Chi Thốt nốt
Chi Thốt nốt hay chi Thốt lốt (danh pháp khoa học: Borassus) là một chi của 5-10 loài thốt nốt thuộc họ Cau (Arecaceae), có nguồn gốc ở khu vực nhiệt đới châu Phi như Ethiopia, Niger, Nigeria, miền bắc Togo, Senegal v.v, Nam Á và New Guinea. Chúng là các loại cây thân cau/dừa cao thẳng đứng, có thể cao tới 30 m. Lá dài, hình chân vịt, dài 2 – 3 m. Các lá chét dài 0,6-1,2 m. Cuống lá (mo) mở rộng. Hoa nhỏ, mọc thành cụm dày dặc, thuộc loại đơn tính khác gốc. Hoa đực nhỏ, có 3 lá đài, 3 cánh rời xếp lợp, 6 nhị ngắn, bao phấn 2 ô. Hoa cái to, gốc có lá bắc, đài và tràng rời, bầu hình cầu, có 3 - 4 ô, 3 đầu nhị cong. Quả lớn màu nâu hoặc nâu hạt dẻ hình dạng hơi tròn với 3 hạch, hạt thuôn chia 3 chùy ở đỉnh. Tại Việt Nam mọc và được trồng ở các tỉnh khu vực Nam Bộ giáp với Campuchia. Tên gọi thốt nốt trong tiếng Việt có nguồn gốc từ tiếng Khmer th'not. Đây là loài cây biểu tượng không chính thức của Campuchia.

## Các loài
- Borassus aethiopium, Mart.- thốt nốt châu Phi (vùng nhiệt đới châu Phi), một số tác giả cho là từ đồng nghĩa của B. flabellifer.
- Borassus deleb, Becc. - thốt nốt Sudan
- Borassus dichotomus, White - Đông Ấn, Đông Nam Á
- Borassus flabellifer, L. - thốt nốt châu Á (Nam Á) còn gọi đơn giản là thốt nốt (Ấn Độ, Sri Lanka, Thái Lan, Campuchia, Việt Nam, Malaysia, New Guinea)
- Borassus heineana, Becc. - thốt nốt New Guinea (New Guinea)
- Borassus machadonis, Ridl. - thốt nốt Mã Lai
- Borassus madagascariensis, Bojer. và Becc. - thốt nốt Madagascar (Madagascar)
- Borassus sambiranensis, Jum. & H.Perrier - thốt nốt Sambirano (bắc Madagascar)
- Borassus secundiflorus, Hort. cũ H.Wendl. - không rõ nơi sinh sống?
- Borassus sundaica, Becc. - thốt nốt Sudan ?

### Một số danh pháp khác
- Borassus caudatum, Lour. - đồng nghĩa của Wallichin caudata
- Borassus flabelliformis, Murr. - đồng nghĩa của Borassus flabellifer
- Borassus gomutus, Lour. - đồng nghĩa của Arenga saccharifera
- Borassus ihur (Giseke), Linn.- đồng nghĩa của Pholidocarpus ihur
- Borassus pinnatifrons, Jacq. - đồng nghĩa của Chamaedorea spp.?
- Borassus pinnatifrons, Jacq. (GCI) - đồng nghĩa của Nunnezharria pinnatifrons (Kuntze)
- Borassus sonnerati, Giseke - đồng nghĩa của Lodoicea sechellarum
- Borassus tunicata, Lour. - đồng nghĩa của Pholidocarpus tunicatus - thốt nốt Việt Nam ?

## Trồng và sử dụng
Các loài thốt nốt có tầm quan trọng kinh tế đáng kể và được trồng rộng rãi trong các khu vực nhiệt đới.
Cây thốt nốt là một trong những cây có tầm quan trọng nhất của Ấn Độ từ rất lâu, tại đây người ta sử dụng thốt nốt theo trên 800 kiểu khác nhau. Lá của nó được dùng làm mái che, thảm, giỏ, quạt, mũ, ô dù, cũng như làm vật liệu như giấy để viết.
Các lá với kích thước, hình dạng và kết cấu phù hợp, không quá già không quá non được chọn. Sau đó đem luộc với nước muối và bột nghệ. Đây là công đoạn bảo quản. Các lá này sau đó được sấy khô. Khi chúng đủ khô, mặt lá được đánh bóng bằng đá bọt và cắt ra theo các kích cỡ thích hợp. Tại một góc người ta đục lỗ. Từ mỗi lá có thể làm ra 4 trang. Việc viết trên loại "giấy" này cần dùng bút châm. Lối viết là dạng chữ thảo và nối liền với nhau. Các lá sau đó được buộc lại với nhau thành các thếp.
Các cuống (bẹ) lá cũng có thể dùng làm hàng rào và có thể lấy ra sợi rắn chắc phù hợp cho việc làm thừng, chão hay chổi. Gỗ màu đen là loại gỗ cứng, nặng và bền, có giá trị trong xây dựng.
Từ cây này người ta cũng tạo ra nhiều loại thức ăn. Các cây non được đem nấu nướng như là một loại rau hoặc nghiền, giã hay nướng để làm thức ăn. Quả được ăn dưới dạng tươi hay nướng, người ta còn ăn cả các hạt non tựa như thạch. Dịch ngọt có thể thu được từ các bông mo non (kể cả hoa đực lẫn hoa cái). Nó được dùng lên men để làm một loại đồ uống, gọi là rượu arac, hoặc được cô đặc để sản xuất một loại đường thô gọi là đường thốt nốt. Tại Indonesia người ta gọi nó là Gula Java (đường Java) và được sử dụng rộng rãi trong ẩm thực của người dân Java. Ngoài ra, nhựa từ thân cây cũng được dùng làm một loại thuốc nhuận tràng. Các giá trị y học cũng đã được quy cho các phần khác của cây.

## Hình ảnh về cây thốt nốt

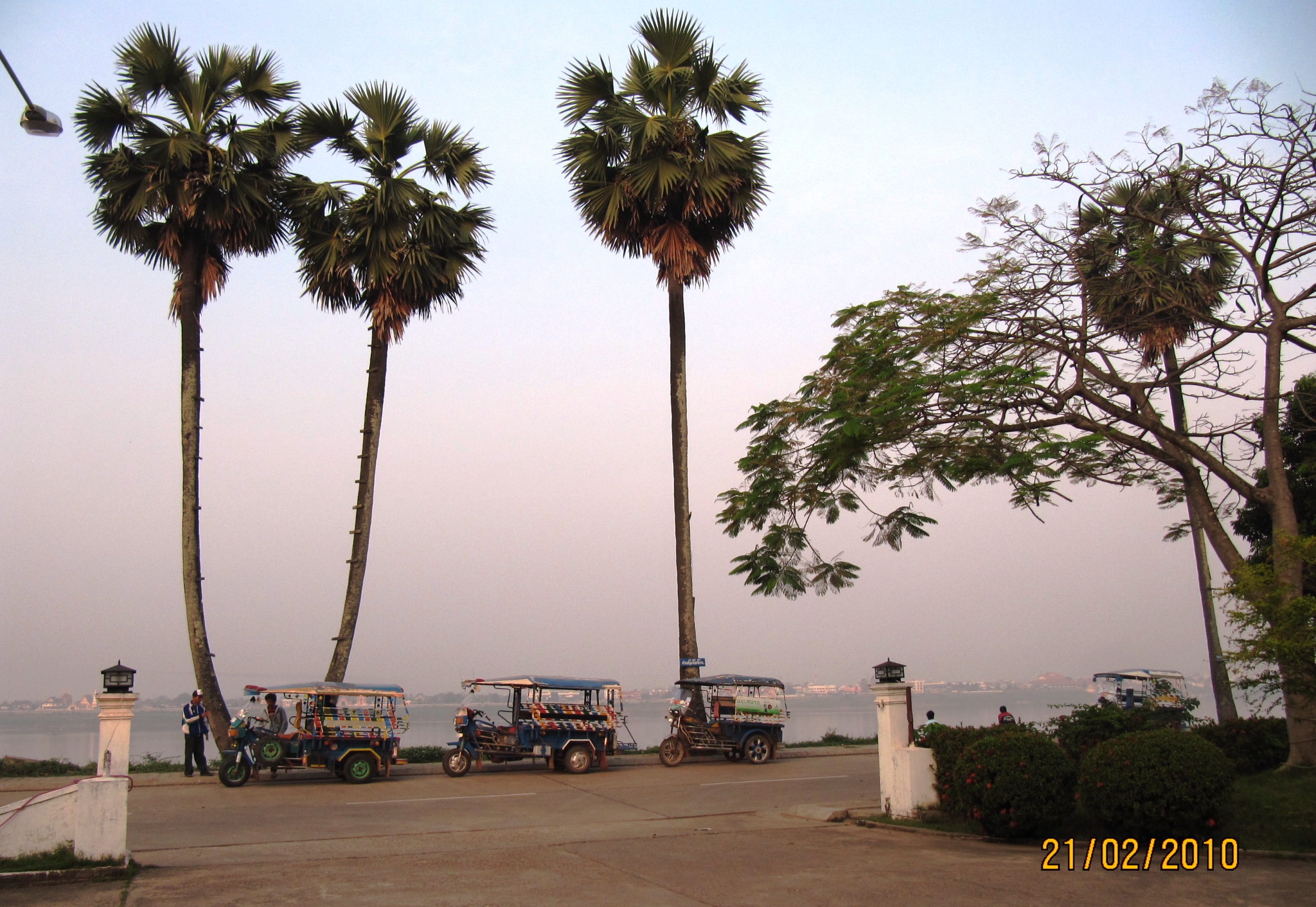
Cây thốt nốt và xe tuktuk trên bờ sông Mekong ở Thakhek, Lào
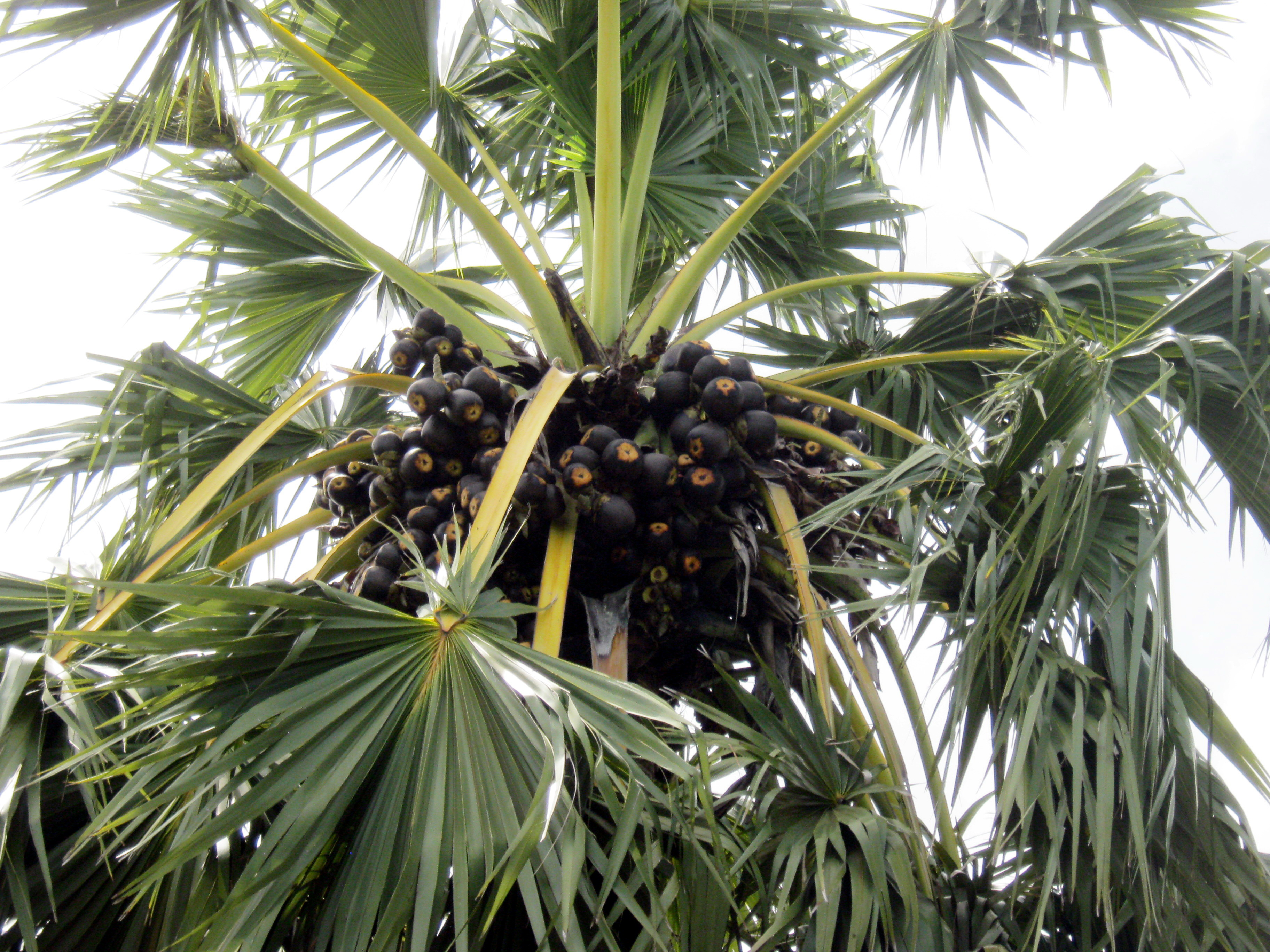
Cây thốt nốt đầy những trái.
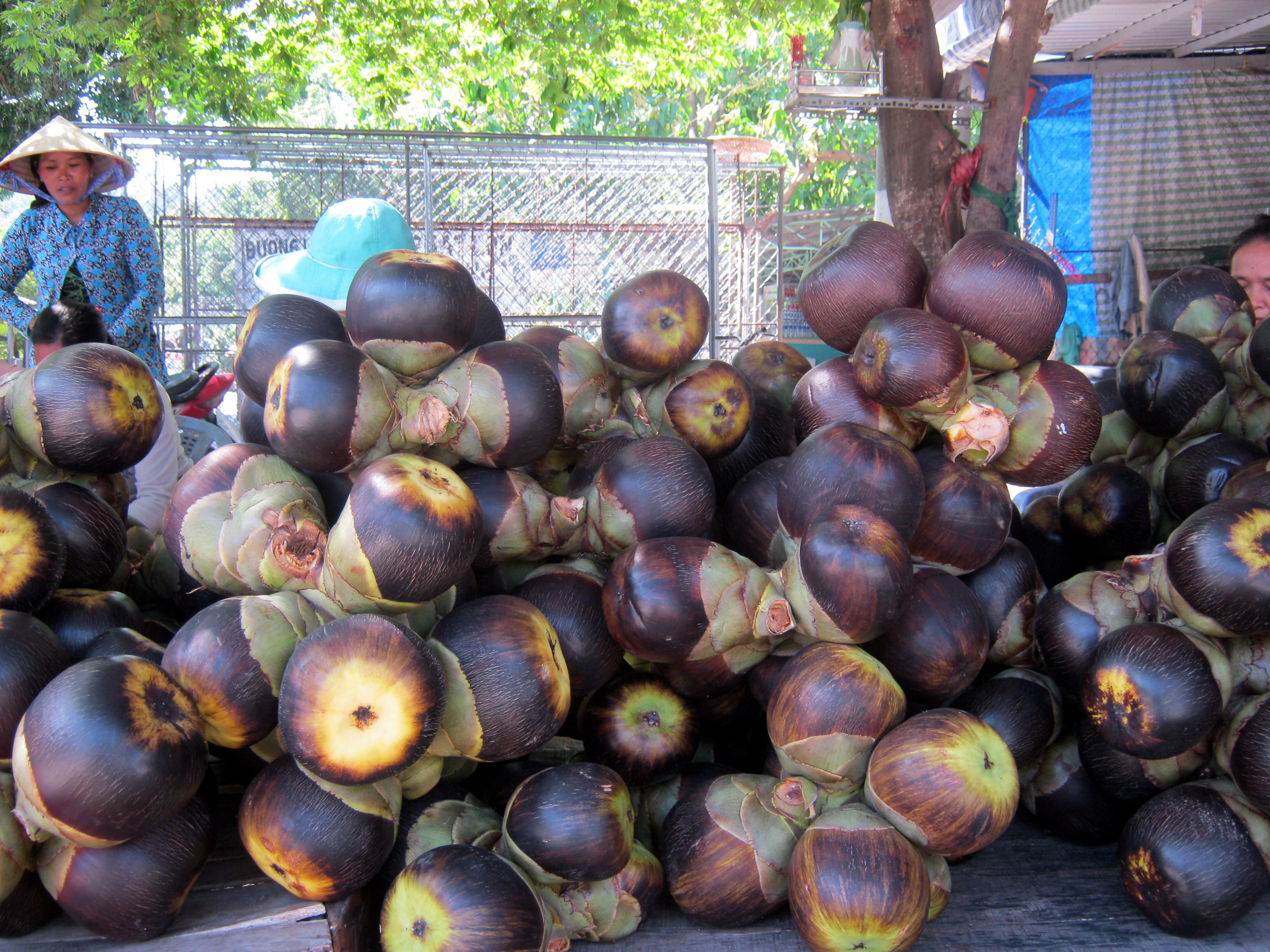
Trái thốt nốt được bày bán nhiều ở huyện Tri Tôn và thị xã Tịnh Biên.
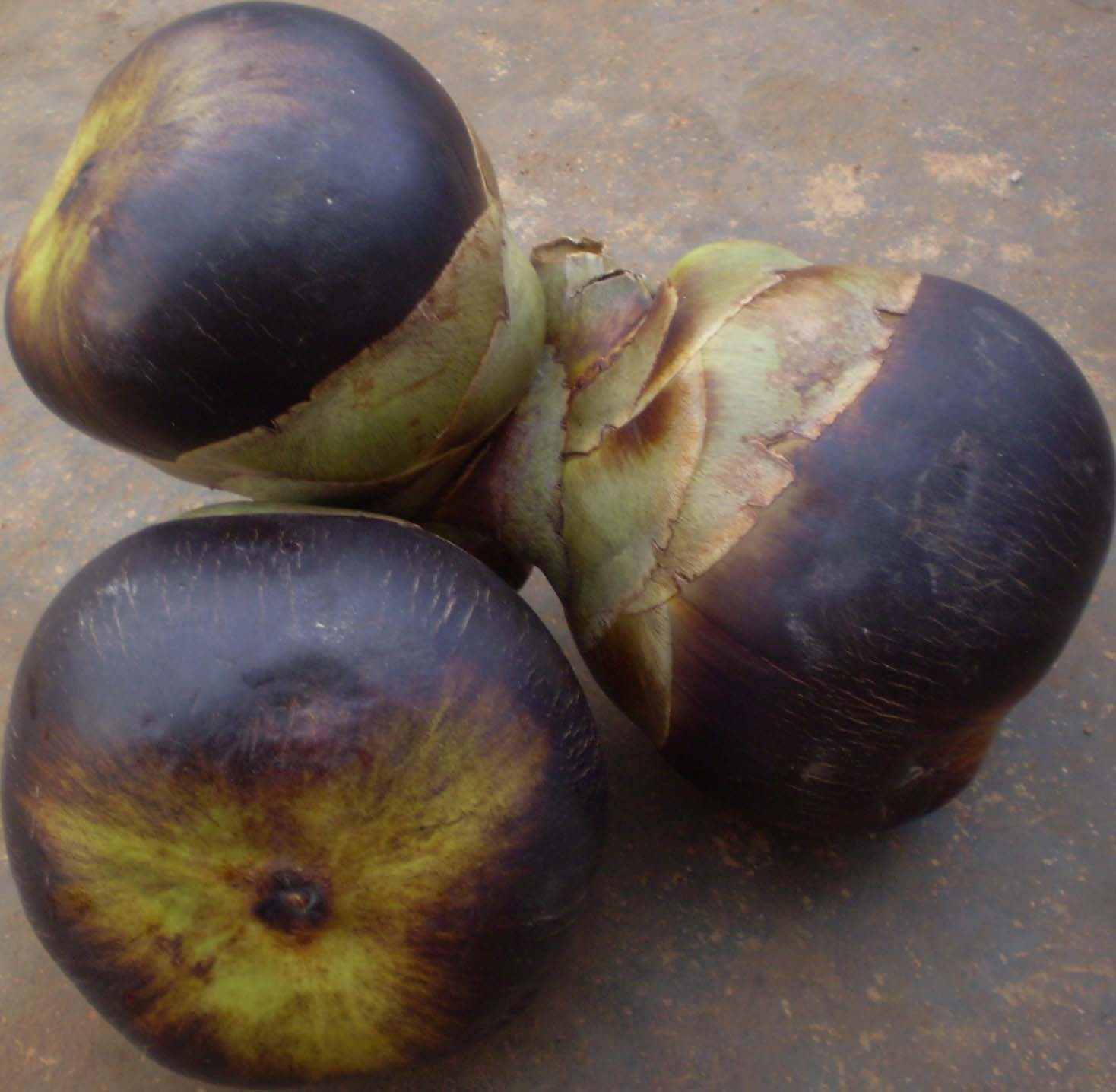
Trái thốt nốt.

## Sách đỏ
Hai loài thốt nốt là Borassus madagascariensis và Borassus sambiranensis được liệt kê trong sách đỏ IUCN là dễ thương tổn và đang nguy cấp (A1c).